# Filieră

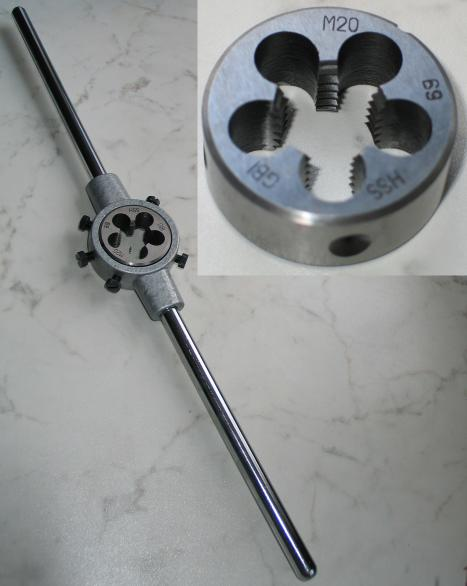
Port-filieră cu filieră M20

Filiera este un dispozitiv folosit la prelucrarea manuală a filetelor exterioare (spre deosebire de tarod care este folosit la prelucrarea manuală a filetelor interioare).  De obicei, pentru a fi folosită,  se montează într-o port-filieră.

## Legături externe
- Filetarea sau tăierea manuala a filetelor

## Vezi și
- Tarod